# Matthew Marsh (Schauspieler)

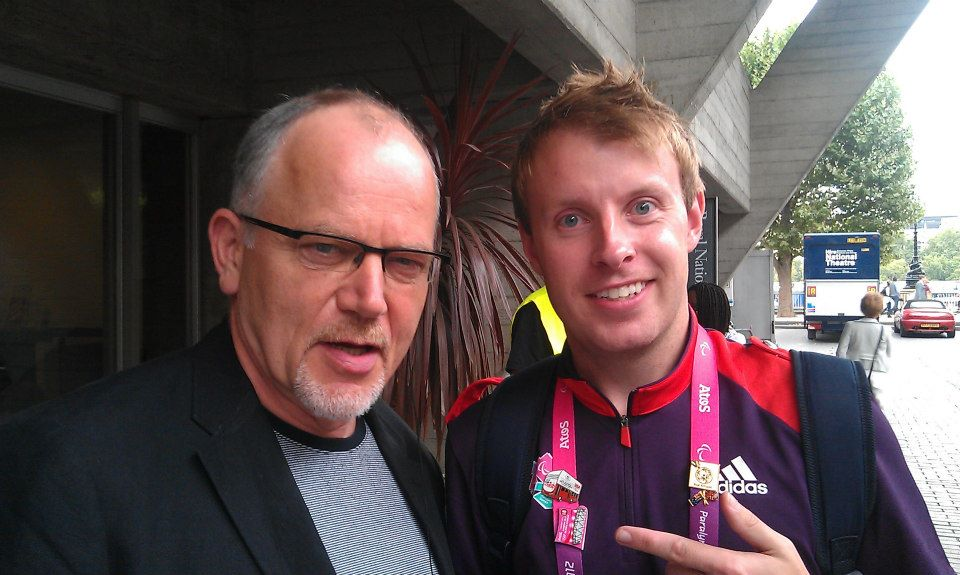
Matthew Marsh, 2012 (links)

Matthew Marsh (* 8. Juli 1954 in London, England) ist ein britischer Schauspieler und Synchronsprecher.

## Leben
Matthew Marsh wurde am 8. Juli 1954 in London geboren. Er ist der ältere Bruder von Jon Marsh, Sänger und E-Gitarrist der britischen Band The Beloved. Er ist seit 1977 als Schauspieler tätig. 1985 stellte er im Fernsehfilm John & Yoko Elton John dar. 2001 spielte er die Rolle des Dr. William Byars im Film Spy Game – Der finale Countdown. Im Folgejahr übernahm er die Rolle des Dragan Adjanic im Film Bad Company – Die Welt ist in guten Händen. 2003 folgte die Rolle des Michel Cote im Film Quicksand – Gefangen im Treibsand. 2004 in der deutschen Fernsehfilmproduktion Die Rückkehr des Tanzlehrers mimte er die Rolle des Giuseppe Larsson. Von 2005 bis 2006 spielte er in drei Filmen der The Commander-Reihe die Rolle des DCI Mike Hedges. 2009 war er in der historischen Rolle des Frederik Willem de Klerk in Endgame zu sehen. 2017 verkörperte er die Rolle des Frank Sutter im Film Unlocked. 2019 war er in sechs Episoden der Fernsehserie West of Liberty als Clive „GT“ Barner. Zusätzlich stellte er in der zweiten Staffel der Fernsehserie Knightfall in insgesamt sieben Episoden die historische Rolle des Templers Jacques de Molay dar. 2021 wurde in Der Mauretanier die Rolle des General Geoffrey Mandel mit ihm besetzt.

## Filmografie (Auswahl)
- 1979: BBC2 Playhouse (Fernsehserie, Episode 6x06)
- 1981: Strangers (Fernsehserie, Episode 4x02)
- 1984: Shine on Harvey Moon (Fernsehserie, Episode 3x04)
- 1985: Screen Two (Fernsehserie, Episode 1x10)
- 1985: John & Yoko (John and Yoko – a Love Story, Fernsehfilm)
- 1986: Screenplay (Fernsehserie, Episode 1x09)
- 1986: The Monocled Mutineer (Miniserie, 3 Episoden)
- 1987: Das vierte Protokoll (The Fourth Protocol)
- 1988: The Modern World: Ten Great Writers (Fernsehserie, Episode 1x10)
- 1988: The Comic Strip Presents... (Fernsehserie, Episode 4x05)
- 1988: Letzter Ausweg – Affäre (An Affair in Mind, Fernsehfilm)
- 1988: A Taste for Death (Miniserie, 3 Episoden)
- 1989: Screen Two (Fernsehserie, Episode 5x03)
- 1989: Anything More Would Be Greedy (Miniserie, 6 Episoden)
- 1989: Death and Desire
- 1990: Land der schwarzen Sonne (Mountains of the Moon)
- 1990: Chancer (Fernsehserie, 12 Episoden)
- 1991: Van der Valk (Fernsehserie, Episode 4x04)
- 1991: Alambrado
- 1991: Boon (Fernsehserie, Episode 6x04)
- 1991–1992: Kinderstation (Children's Ward, Fernsehserie)
- 1991–2018: Casualty (Fernsehserie, 7 Episoden, verschiedene Rollen)
- 1992: Red Dwarf (Fernsehserie, Episode 5x01)
- 1992: Sam Saturday (Fernsehserie, Episode 1x01)
- 1992: Inspektor Wexford ermittelt (Ruth Rendell Mysteries, Fernsehserie, Episode 6x01)
- 1993: Cluedo (Fernsehserie, Episode 4x05)
- 1993: Undercover! – Ermittler zwischen den Fronten (Between the Lines, Fernsehserie, Episode 2x04)
- 1993: Dirty Weekend
- 1993: Der Tanz des Dschinghis Cohn (Genghis Cohn, Fernsehfilm)
- 1993–2000: The Bill (Fernsehserie, 4 Episoden, verschiedene Rollen)
- 1994: Coronation Street (Fernsehserie, 2 Episoden)
- 1994: Crocodile Shoes (Miniserie, 3 Episoden)
- 1994: Red Dwarf: Smeg Ups
- 1995: A Touch of Frost (Fernsehserie, Episode 3x01)
- 1995: The Turnaround
- 1995: Bugs – Die Spezialisten (Bugs, Fernsehserie, Episode 1x04)
- 1996: Into the Fire (Miniserie, 3 Episoden)
- 1996: Madson (Fernsehserie, 6 Episoden)
- 1996: Game-On (Fernsehserie, Episode 2x05)
- 1996: Death of a Salesman (Fernsehfilm)
- 1997: Fräulein Smillas Gespür für Schnee (Smilla’s Sense of Snow)
- 1997: Into the Blue (Fernsehfilm)
- 1998: Getting Hurt (Fernsehfilm)
- 1998: As Time Goes By (Fernsehserie, Episode 7x03)
- 1998: A Certain Justice (Fernsehserie, 3 Episoden)
- 1998: A Respectable Trade (Miniserie, Episode 1x02)
- 1998: Heartbeat (Fernsehserie, Episode 7x17)
- 2000: Newborn (Fernsehfilm)
- 2000: Bube, Dame, König, grAS – Die Serie (Lock, Stock..., Fernsehserie, Episode 1x06)
- 2000: Peak Practice (Fernsehserie, Episode 10x08)
- 2001: Gerichtsmedizinerin Dr. Samantha Ryan (Silent Witness, Fernsehserie, 2 Episoden)
- 2001: The Cazalets (Fernsehserie, 2 Episoden)
- 2001: Big Bad World (Fernsehserie, Episode 3x02)
- 2001: Spy Game – Der finale Countdown (Spy Game)
- 2002: Miranda
- 2002: Bad Company – Die Welt ist in guten Händen (Bad Company)
- 2002: Holby City (Fernsehserie, Episode 4x33)
- 2002: Murder in Mind (Fernsehserie, Episode 2x08)
- 2003: Quicksand – Gefangen im Treibsand (Quicksand)
- 2003: The Commander (Fernsehfilm)
- 2003: Real Men (Fernsehfilm)
- 2003: Inspector Barnaby (Midsomer Murders, Fernsehserie, Episode 6x03)
- 2004: Mauer des Schweigens (Wall of Silence, Fernsehfilm)
- 2004: Die Rückkehr des Tanzlehrers (Fernsehfilm)
- 2004: Hawking – Die Suche nach dem Anfang der Zeit (Hawking, Fernsehfilm)
- 2004: Murphy's Law (Fernsehserie, Episode 2x05)
- 2004: Familienanschluß (Belonging, Fernsehfilm)
- 2005: The Commander: Virus (Fernsehfilm)
- 2005: The Commander: Blackdog (Fernsehfilm)
- 2005: The Thick of It: Der Intrigantenstadl (The Thick of It, Fernsehserie, Episode 1x02)
- 2005: .357 (Kurzfilm)
- 2005: Monarch of the Glen (Fernsehserie, Episode 7x03)
- 2005: Der Fluch der Betsy Bell (An American Haunting)
- 2005: The Green Green Grass (Fernsehserie, Episode 1x07)
- 2006: Century City (Kurzfilm)
- 2006: Land of the Blind
- 2006: Hotel Babylon (Fernsehserie, Episode 1x03)
- 2006: Surviving Disaster (Miniserie, Episode 1x06)
- 2006: The Commander: Blacklight (Fernsehfilm)
- 2006: Coming Up (Fernsehserie, Episode 4x04)
- 2006: O Jerusalem
- 2007: Miss Marie Lloyd (Fernsehfilm)
- 2007: Inspector Barnaby (Midsomer Murders, Fernsehserie, Episode 10x07)
- 2007: The Street (Fernsehserie, Episode 2x02)
- 2007: Spooks – Im Visier des MI5 (Spooks, Fernsehserie, 10 Episoden)
- 2008: Lewis – Der Oxford Krimi (Lewis, Fernsehserie, Episode 2x03)
- 2008: How Not to Live Your Life – Volle Peilung (How Not to Live Your Life, Fernsehserie, Episode 1x05)
- 2008: Heartbeat (Fernsehserie, Episode 17x24)
- 2009: Endgame
- 2009: The Philanthropist (Fernsehserie, Episode 1x06)
- 2009: Theatre Live! (Fernsehserie, Episode 1x06)
- 2010: The Special Relationship (Fernsehfilm)
- 2010: Luther (Fernsehserie, 3 Episoden)
- 2010: Playhouse: Live (Fernsehserie, Episode 1x05)
- 2010: Law & Order: UK (Fernsehserie, Episode 3x04)
- 2010: Albatross (Kurzfilm)
- 2010: New Tricks – Die Krimispezialisten (New Tricks, Fernsehserie, Episode 7x09)
- 2011: Lead Balloon (Fernsehserie, Episode 4x02)
- 2011: Shirley (Fernsehfilm)
- 2011: Hidden (Minisehserie, 4 Episoden)
- 2011: The Birthday Circle (Kurzfilm)
- 2011: Die Eiserne Lady (The Iron Lady)
- 2012: Red Tails
- 2012: Epithet (Kurzfilm)
- 2012: The Last of the Haussmans
- 2013: Charlotte Link – Das andere Kind (Fernsehfilm)
- 2013: The Cop – Crime Scene Paris (Jo, Miniserie, Episode 1x02)
- 2013: Hafen der Düfte (Fernsehfilm)
- 2014: Da Vinci’s Demons (Fernsehserie, 5 Episoden)
- 2014: In Clear Sight
- 2015: Arthur & George (Miniserie, 3 Episoden)
- 2015: Wir sind alle Millionäre (Capital, Miniserie, 3 Episoden)
- 2016: Churchill's Secret (Fernsehfilm)
- 2016: The Coroner (Fernsehserie, Episode 2x06)
- 2016: Reindeer in the Mist
- 2017: The Halcyon (Fernsehserie, Episode 1x04)
- 2017: Taboo (Fernsehserie, Episode 1x05)
- 2017: Unlocked
- 2017: Riviera (Fernsehserie, Episode 1x01)
- 2017: Dunkirk
- 2017: The Crown (Fernsehserie, Episode 2x04)
- 2017: Love, Lies and Records (Fernsehserie, 5 Episoden)
- 2018: Girlfriends (Fernsehserie, 2 Episoden)
- 2018: Patrick Melrose (Miniserie, Episode 1x01)
- 2018: Humans (Fernsehserie, 7 Episoden)
- 2019: West of Liberty (Fernsehserie, 6 Episoden)
- 2019: Red Secrets – Im Fadenkreuz Stalins (Mr. Jones)
- 2019: Verräter (Traitors, Fernsehserie, Episode 1x01)
- 2019: Whiskey Cavalier (Fernsehserie, 2 Episoden)
- 2019: Knightfall (Fernsehserie, 7 Episoden)
- 2019: The Informer
- 2020: Grantchester (Fernsehserie, Episode 5x02)
- 2021: Der Mauretanier (The Mauritanian)
- 2021: The Nevers (Fernsehserie, Episode 1x06)
- 2021: Der junge Inspektor Morse (Endeavour, Fernsehserie, Episode 8x03)
- 2022: Father Brown (Fernsehserie, Episode 9x06)
- 2022: The Contractor
- 2022: Takeover (Fernsehserie, 4 Episoden)
- 2023: Tetris

## Synchronisationen (Auswahl)
- 1996: Famous Fred (Animationsfilm)
- 1996: Baphomets Fluch (Broken Sword: The Shadow of the Templars, Computerspiel)
- 2000: Glenn Miller's Last Flight (Fernsehdokumentation)
- 2005: Harry Potter und der Feuerkelch (Harry Potter and the Goblet of Fire, Computerspiel)
- 2011: El Shaddai (Computerspiel)
- 2012: Sons of Atom (Kurzfilm)
- 2015: Assassin’s Creed Syndicate (Computerspiel)
- 2017: Der kleine Vampir (The Little Vampire 3D, Animationsfilm)
- 2019: Subnautica: Below Zero (Computerspiel)
- 2022: Elden Ring (Computerspiel)